# Villecresnes
Villecresnes è un comune francese di 9 639 abitanti situato nel dipartimento della Valle della Marna nella regione dell'Île-de-France.

## Società

### Evoluzione demografica
Abitanti censiti

## Amministrazione

### Gemellaggi
- Zibido San Giacomo, dal 2010
- Weißenhorn, dal 2010